# Chiesa di San Sebastiano (Vercana)
La chiesa di San Sebastiano è un edificio di culto cattolico di Vercana, in provincia e diocesi di Como; fa parte del vicariato di Gravedona.

## Storia e descrizione
La frazione di Caino ospita la chiesa di San Sebastiano, ex-parrocchiale, ricostruita nel 1644 in sostituzione di un precedente edificio religioso databile al XV secolo.
Oggetto di interventi tra il XVII e il XVIII secolo, la chiesa fu sede di viceparrocchia fino al 1886  e di parrocchia fino al 1986, anno in cui il decreto 16 luglio 1986/11 ne sancì l'accorpatamento alla parrocchia di Vercana.
Il campanile monta tre campane fuse dai Fratelli Barigozzi nel 1921 a Milano e sono in nota Lab3, di campane precedenti a queste non si sa molto ma sicuro erano 2 ed una era stata rifusa nel 1837 dalla fonderia Giorgio Pruneri di Grosio ed il suo peso era di 214 kg 

### Organo
La chiesa possiede un organo costruito da Giuseppe Alchisio nel 1862. Lo strumento presenta la seguente disposizione fonica:
- principale 8',
- ottava bassa,
- ottava soprana,
- XV, XIX, XXII, XXVI, XXIX Bassi,
- Viola bassi e fluta soprani (nella stessa manetta),
- cornetto 2 file sop.,
- Basso 8'.